# Kanton Gaillon
Gaillon is een kanton van het Franse departement Eure. Het kanton maakt deel uit van het arrondissement Les Andelys.

## Gemeenten
Het kanton Gaillon omvatte tot 2014 de volgende 2 gemeenten:
- Aubevoye
- Gaillon (hoofdplaats)

Bij de herindeling van de kantons door het decreet van 25 februari 2014, met uitwerking op 22 maart 2015 werden daar 21 gemeenten aan toegevoegd.

Op 1 januari 2016 werden de gemeenten Aubevoye, Sainte-Barbe-sur-Gaillon en Vieux-Villez samengevoegd tot de fusiegemeente (commune nouvelle) Le Val d'Hazey.

Op 1 januari 2016 werden de gemeenten Écardenville-sur-Eure, Fontaine-Heudebourg et La Croix-Saint-Leufroy samengevoegd tot de fusiegemeente (commune nouvelle) Clef Vallée d'Eure.

Op 1 januari 2018 werden de gemeenten Bernières-sur-Seine, Tosny en Venables samengevoegd tot de fusiegemeente (commune nouvelle) Les Trois Lacs.
Sindsdien omvat het kanton volgende 17 gemeenten:
- Ailly
- Autheuil-Authouillet
- Cailly-sur-Eure
- Champenard
- Clef Vallée d'Eure
- Courcelles-sur-Seine
- Fontaine-Bellenger
- Gaillon
- Heudreville-sur-Eure
- Saint-Aubin-sur-Gaillon
- Saint-Étienne-sous-Bailleul
- Saint-Julien-de-la-Liègue
- Saint-Pierre-de-Bailleul
- Saint-Pierre-la-Garenne
- Les Trois Lacs
- Le Val d'Hazey
- Villers-sur-le-Roule